# Ordine della regina Salote Tupou III
L'Illustrisimo Ordine della regina Salote Tupou III è un ordine cavalleresco del regno di Tonga.

## Storia
L'Ordine è stato fondato da re George Tupou V il 28 giugno 2008 per commemorare la grandiosa figura della nonna, la regina Salote Tupou III, che nei quasi cinquant'anni del suo governo ha guidato lo stato di Tonga ad una sostanziale evoluzione economica e sociale.
L'Ordine è stato creato con il preciso intento di ricompensare quanti si fossero distinti per il servizio personale reso al sovrano, ma viene assegnato soprattutto ai membri della famiglia reale di Tonga o ai membri di altre famiglie reali del mondo.

## Classi
L'Ordine dispone delle seguenti classi di benemerenza che danno diritto a dei post nominali qui indicati tra parentesi:
- Cavaliere/Dama di Gran Croce con Collare (K.G.C.C.Q.S.)
- Cavaliere/Dama Gran Croce (K/D.G.C.Q.S.)
- Cavaliere/Dama Commendatore (K/D.C.Q.S.)
- Membro (M.Q.S.)

## Insegne
- La medaglia consiste in una croce maltese smaltata di blu e bordata d'argento, avente all'inrocio delle braccia delle rose d'argento. Al centro della croce si trova un medaglione d'oro raffigurante in rilievo il volto di tre quarti della regina Salote Tupou III di Tonga, il tutto contornato da un anello smaltato di blu e contornato di oro avente all'interno, scritto col medesimo colore, l'indicazione inglese "ORDER OF QUEEN SALOTE TUPOU III" ("Ordine della regina Salote Tupou III"). La medaglia è sostenuta al nastro tramite una corona reale di Tonga in argento.
- La placca dell'Ordine riprende le medesime decorazioni della medaglia che però sono montate su una stella raggiante d'argento a rilievi su otto braccia spesse.
- Il nastro è completamente azzurro.

## Insigniti notabili
- Regina Nanasipau'u Tuku'aho di Tonga
- Principessa Reale Salote Mafile'o Pilolevu Tuita di Tonga
- Regina Halaevalu Mata'Aho 'Ahome'e di Tonga
- Tupoutoʻa ʻUlukalala, Principe della Corona di Tonga
- Regina Elisabetta II del Regno Unito
- Re Jigme Khesar Namgyel Wangchuck del Bhutan
- Imperatrice Masako del Giappone